# Sângeorgiu de Câmpie
Sângeorgiu de Câmpie – wieś w Rumunii, w okręgu Marusza, w gminie Sânpetru de Câmpie. W 2011 roku liczyła 388 mieszkańców.